# Singer-songwriter

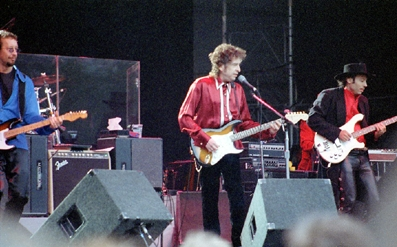
Bob Dylan

Singer-songwriter is Engels voor zanger-lied(jes)schrijver, zanger-tekstschrijver, zanger-tekstcomponist of muzikant-dichter. Een zanger-liedjesschrijver schrijft en zingt zijn of haar eigen liedjes en begeleidt zichzelf daarbij vaak op een akoestische gitaar, accordeon of piano. Ten opzichte van het gebruiken van teksten en melodieën van anderen, waaronder professionele muziekauteurs en liedjesfabrieken als Tin Pan Alley, de standaard-opstelling van beatbandjes, de commerciële popmuziek, de bluesexplosie en de psychedelische rock van de laatste helft van de jaren 60 was de eenvoud van de singer-songwriter een nieuw genre te noemen, dat teruggreep op de troubadours van de middeleeuwen. De introverte teksten gingen meest over maatschappelijke problemen en protest, gevoelsleven en mystiek. Singer-songwriter is een brede en genre-overstijgende noemer voor een type muzikant, dat kan worden gebruikt voor muzikanten uit de folk, rock, pop, indie en andere muziekstijlen. Singer-songwriters kunnen ook in of met een band spelen, zoals Bob Dylan dat in de jaren zestig al deed.
Vroege singer-songwriters waren Pete Seeger, Woody Guthrie, Buddy Holly, Chuck Berry, Bobby Darin, Bob Dylan, Paul Simon, Don Partridge, Donovan, Cat Stevens, Ferre Grignard, Boudewijn de Groot, Marc Bolan, Tim Hardin, Neil Diamond.
De singer-songwriters waren het populairst in de eerste helft van de jaren zeventig: Arlo Guthrie, Gilbert O'Sullivan, Rod McKuen, Don McLean, Elton John, James Taylor, Joni Mitchell, Carole King, Carly Simon, Ralph McTell, en Jackson Browne. Ook daarna genoten singer-songwriters bekendheid, zoals Kate Bush, Bruce Springsteen, Suzanne Vega, Tanita Tikaram, Tracy Chapman en Janis Ian. 
Bekende zanger-liedjesschrijvers uit het begin van de 21e eeuw zijn Adele, Shawn Mendes, Ed Sheeran, Demi Lovato, Lana Del Rey, Ellie Goulding, Taylor Swift, Sam Smith, John Mayer, Elliott Smith en Billie Eilish.